# The Million Pound Drop Live
The Million Pound Drop Live es un programa de televisión británico, emitido en Channel 4. El show empezó en mayo de 2010, con Davina McCall como presentadora, tras el final del Big Brother, del cual también era presentadora McCall.

## Formato
Al principio del programa se les da a los concursantes, solos o en parejas, un millón de libras en billetes de 50 libras agrupados en 40 fajos de 25 000 libras. Los concursantes deben responder ocho preguntas intentando mantener tanto dinero como les sea posible. Muchas preguntas están centradas en acontecimientos recientes (incluso algunos que suceden mientras se retransmite el programa), para evidenciar que el concurso se emite en directo.
Cuando se empieza cada ronda, los concursantes tienen que elegir una categoría de las dos posibles que se les ofrece. Si los concursantes tardan mucho en escoger una, Davina lanza una moneda para decidir. Cada pregunta tiene varias alternativas; las cuatro primeras tienen cuatro alternativas, las tres siguientes tres, y la última pregunta solo dos.

## Versiones internacionales
| País           | Título                                               | Presentador/a          | Canal                  | Premio máximo                                                   | Fecha de estreno         |
| -------------- | ---------------------------------------------------- | ---------------------- | ---------------------- | --------------------------------------------------------------- | ------------------------ |
| Reino Unido    | The Million Pound Drop Live                          | Davina McCall          | Channel 4              | £ 1.000.000                                                     | 24 de mayo de 2010       |
| Rusia          | Шоу Десять миллионов Shou Desyat' Millionov          | Maxim Galkin           | Rusia 1                | 10.000.000 руб.                                                 | 4 de septiembre de 2010  |
| Israel         | אל תפיל את המיליון Al Tapil Et HaMilyon              | Erez Tal               | Channel 2 (Keshet)     | ₪1,000,000                                                      | 13 de octubre de 2010    |
| Alemania       | Rette die Million!                                   | Jörg Pilawa            | ZDF                    | 1.000.000 €                                                     | 13 de octubre de 2010    |
| Grecia         | Money Drop                                           | Grigoris Arnaoutoglou  | Mega TV                | 300.000 €                                                       | 16 de octubre de 2010    |
| Turquía        | Bir Milyon Canlı Para                                | Engin Altan Düzyatan   | Show TV                | 1.000.000TL                                                     | 25 de octubre de 2010    |
| Hungría        | A 40 Milliós Játszma                                 | Rákóczi Ferenc         | TV2                    | 40.000.000 Ft                                                   | 29 de noviembre de 2010  |
| Estados Unidos | Million Dollar Money Drop                            | Kevin Pollak           | Fox                    | US$1,000,000                                                    | 20 de diciembre de 2010  |
| Albania        | 100 Milionë                                          | Eno POPI               | Top Channel            | 10.000.000 lek                                                  | 11 de enero de 2011      |
| Ucrania        | Шоу на два мiльйони Shou Na Dva Milyoni              | Andriy Domanskyi       | 1+1                    | 2.000.000 грн.                                                  | 12 de enero de 2011      |
| Kazajistán     | Шоу Сорок Миллионов Тенге Shou Sorok Millionov Tenge | Abdel' Mukhtarov       | tv7                    | 40.000.000 Tenge                                                | 22 de enero de 2011      |
| España         | Atrapa un millón                                     | Carlos Sobera          | Antena 3               | 2.000.000 € (especial) 1.000.000 € (semanal) 200.000 € (diario) | 4 de febrero de 2011     |
| Uruguay        | Salven el Millón                                     | Jorge Piñeyrúa         | Canal 10 (Uruguay)     | $(UY) 1.000.000                                                 | 21 de agosto de 2012     |
| Polonia        | Postaw na milion                                     | Łukasz Nowicki         | TVP2                   | 1.000.000 zł                                                    | 5 de marzo de 2011       |
| Australia      | The Million Dollar Drop                              | Eddie McGuire          | Nine Network           | A$1,000,000                                                     | 21 de marzo de 2011      |
| Holanda        | Show Me The Money                                    | Beau van Erven Dorens  | SBS 6                  | 1.000.000 €                                                     | 11 de abril de 2011      |
| Argentina      | Salven el millón                                     | Susana Giménez         | Telefe                 | 1.000.000 Peso                                                  | 9 de junio de 2011       |
| Suiza          | Millionen-Falle                                      | René Rindlisbacher     | SF                     | 1.000.000 Fr                                                    | 4 de julio de 2011       |
| Colombia       | Millones por montones                                | María José Barraza     | Caracol Televisión     | $1.000.000.000                                                  | 25 de julio de 2011      |
| Francia        | Money Drop                                           | Laurence Boccolini     | TF1                    | 250.000 €                                                       | 1 de agosto de 2011      |
| Singapur       | Million Dollar Money Drop                            | George Young           | Channel 5              | S$1,000,000                                                     | 9 de agosto de 2011      |
| Lituania       | 100 000 eurų grynais                                 | Marijonas Mikutavičius | TV3                    | €100,000                                                        | 2 de septiembre de 2011  |
| Estonia        | Rahaauk                                              | Alari Kivisaar         | TV3                    | €100,000                                                        | 12 de septiembre de 2011 |
| Serbia         | Multimilioner                                        | Dragan Nikolić         | RTV Pink               | 10,000,000RSD                                                   | 13 de septiembre de 2011 |
| Brasil         | Um Milhão na Mesa                                    | Silvio Santos          | SBT                    | R$1,000,000                                                     | 21 de septiembre de 2011 |
| Letonia        | Paņem 100 000... ja vari                             | Edgars Ludāns          | TV3                    | €100,000                                                        | 1 de octubre de 2011     |
| Suecia         | Pengarna på bordet                                   | Peter Jihde            | TV4                    | 2.000.000 SEK                                                   | 3 de octubre de 2011     |
| India          | কোটি টাকার বাজি Koti Takar Baji                            | Jeet                   | Star Jalsha            | Rs1,000,000                                                     | 15 de octubre de 2011    |
| Egipto         | انت والمليون Inta wal milyon                         | TBA                    | Mehwar TV              | EGP1,000,000                                                    | Noviembre de 2011        |
| Italia         | The Money Drop                                       | Gerry Scotti           | Canale 5               | 1.000.000 €                                                     | 12 de diciembre de 2011  |
| Chile          | Atrapa los millones                                  | Don Francisco          | Canal 13               | 400.000.000 CL$                                                 | 25 de marzo de 2012      |
| Malasia        | RM 1,000,000 Money Drop                              | TBA                    | Astro Ria              | RM1,000,000                                                     | TBA                      |
| Portugal       | A Queda do Dinheiro                                  | Teresa Guilherme       | Televisão Independente | 100.000 €                                                       | 30 de marzo de 2015      |